# دنیل وبر
دنیل وبر (انگلیسی: Daniel Webber؛ زادهٔ ۲۸ ژوئن ۱۹۸۸) بازیگر سینما اهل استرالیا است. وی از سال ۲۰۰۸ میلادی تاکنون مشغول فعالیت بوده‌است. او بیشتر به خاطر بازی در نقش لی هاروی اسوالد در سریال ۱۱٫۲۲٫۶۳ اشاره کرد.